# Sphinctomyrmex schoerederi
Sphinctomyrmex schoerederi  (лат.) — вид тропических муравьёв (Formicidae) из рода Sphinctomyrmex, представители которого специализированы на питании другими видами муравьёв (мирмекофагия).

## Распространение
Южная Америка: Бразилия. Голотип был собран в лесной подстилке в университетском кампусе Universidade Federal de Viçosa (Minas Gerais, Brazil).

## Описание
Мелкие муравьи с узким цилиндрическим телом длиной 4,48 мм. От других видов рода отличается следующими признаками: субквадратная форма головы, передний край клипеуса с двумя латеральными долями, выступающими над мандибулами, абдоминальные сегменты с IV по VII имеют сильно развитые претергиты, наличие коротких волосков на дорсальной поверхности брюшка.
Окраска тела красновато-коричневая. Задняя область головы (затылочная часть) гладкая и блестящая; дорсальная поверхность тела морщинистая; пространство между морщинками, главным образом, гладкая, с тонкими продольными бороздками на передней части головы; покатая поверхность проподеума (задней части груди) мелкопунктированная и сетчатая; боковая поверхность мезосомы и петиоля грубо скульптированная, с поверхностными ямками и нерегулярной сетчатостью; боковые части брюшка преимущественно гладкие и блестящие, с несколькими грубыми пунктурами.
Длина головы (HL) — 0,72 мм (ширина 0,65), длина скапуса — 0,43 мм, длина глаза в профиль — 0,05 мм, длина груди (мезосомы) — 1,01 мм, длина петиоля — 0,44 мм, ширина петиоля — 0,41 мм, длина брюшка — 2,31 мм; соотношение ширины и длины головы (CI = HW × 100/HL) — 90,11; индекс скапуса (соотношение длины и ширины скапуса, SI) — 65,81; соотношение длины и ширины глаза (OI) — 7,32.

## Этимология
Видовое название было дано в честь бразильского учёного Dr. José Henrique Schoereder, эколога из университета Universidade Federal de Viçosa (MG, Баразилия), в муравьиной коллекции лаборатории которого и хранился голотип нового таксона.